# St. Marys (Ontario)
St. Marys – miejscowość (ang. town) w Kanadzie, w południowo-zachodniej części prowincji Ontario, w hrabstwie Perth. Leży u ujścia potoku Trout Creek do rzeki North Thames.
Powierzchnia St. Marys to 12,48 km².
Według danych spisu powszechnego z roku 2001 St. Marys liczy 6293 mieszkańców (504,25 os./km²).
W otoczeniu miasta występują bogate złoża wapieni, eksploatowanych w kilku kamieniołomach. St. Marys znane jest z funkcjonujących w nim dużych zakładów cementowych (St. Marys Cement). Dzięki dostępności kamienia budowlanego, wzniesiono z niego wiele domów i budynków użyteczności publicznej, co dało St. Marys przydomek "Kamiennego Miasta" (ang. "The Stone Town").
Od 1998 r. St. Marys jest siedzibą Canadian Baseball Hall of Fame, przeniesionego tu z Toronto.

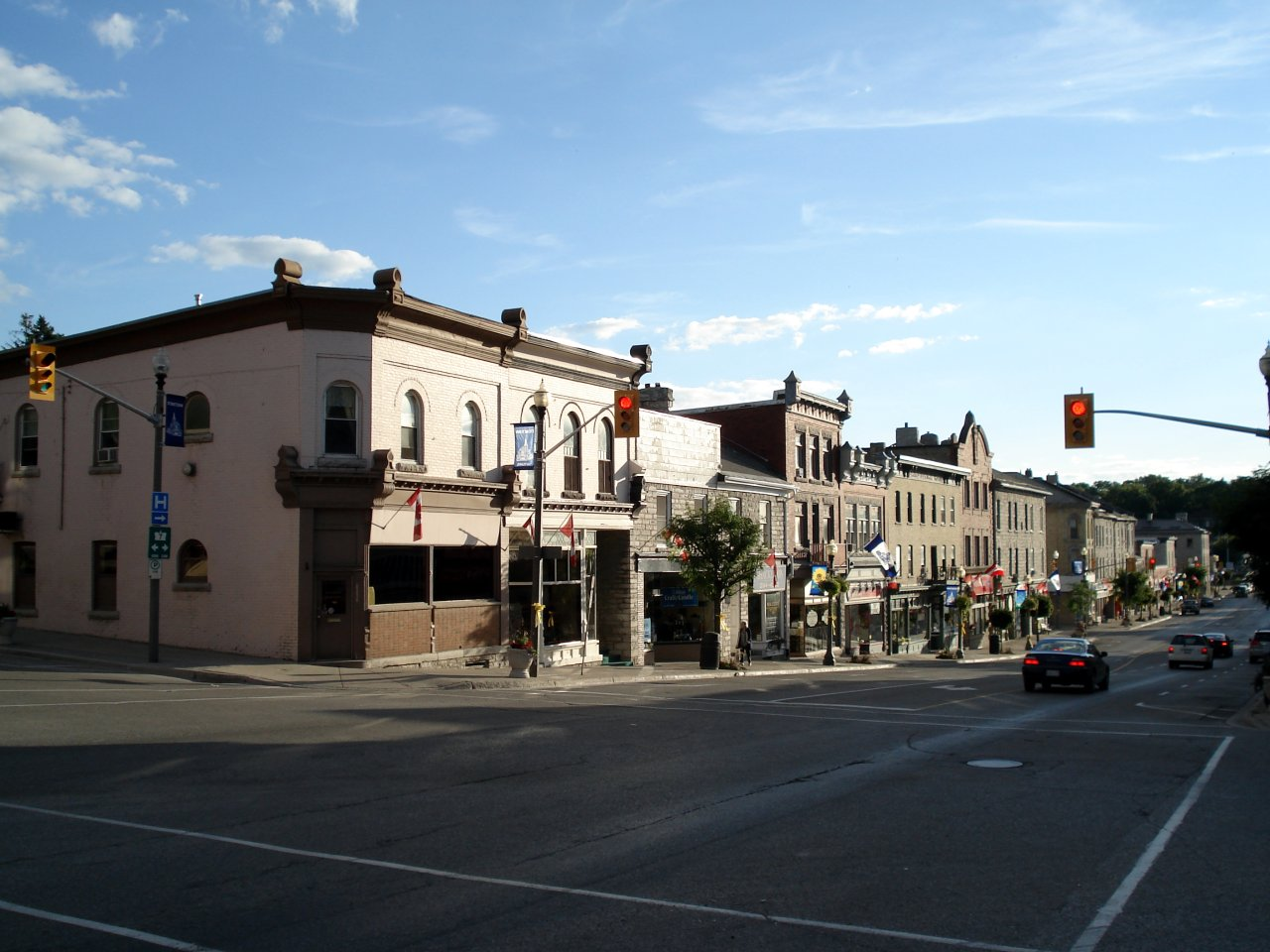
Queen St. E